# Naïs Djouahra
Naïs Djouahra (Bourgoin-Jallieu, 23. studenog 1999.) francuski je nogometaš koji trenutačno igra za portugalski klub Arouca na poziciji krila.

## Klupska karijera
Djouahra je započeo svoju nogometnu karijeru sa šest godina u klubu US Ruy Montceau. Nakon toga nastupao je za FC Bourgoin Jallieu, prije nego što se priključio omladinskom pogonu Saint-Étiennea u uzrastu do 14 godina.
Dana 3. srpnja 2018., nakon što je odlučio ne produžiti ugovor sa Saint-Étienneom, potpisao je dvogodišnji ugovor s Real Sociedadom, gdje je prvotno poslan u drugu momčad koja se natjecala u trećem rangu.
Nakon što se ustalio kao standardni igrač u drugoj momčadi, debitirao je i za prvu ekipu 29. lipnja 2020., kada je ušao kao zamjena u završnici utakmice protiv Getafea.
Dana 30. rujna 2020., otišao je na posudbu u CD Mirandés, momčad koja se natjecala u drugom rangu. Svoj prvi profesionalni pogodak postigao je 13. veljače 2021. protiv Girone.
Dana 2. kolovoza 2022. prešao je u Rijeku za, prema neslužbenim informacijama, odštetu od oko 750.000 eura.
Dana 31. kolovoza 2023. ponovno se vratio u Španjolsku, u drugu ligu, ovaj put u sklopu jednogodišnje posudbe u CD Leganés.